# Acalyptris articulosus
Acalyptris articulosus là một loài bướm đêm thuộc họ Nepticulidae. Nó được tìm thấy ở rừng mưa nhiệt đới Amazon dưới chân núi ở Ecuador.
Sải cánh dài 4.3-4.5 mm đối với con đực. Con trưởng thành bay vào cuối tháng 1.